# Eisenbahnunfall von Kadalundi
Bei dem Eisenbahnunfall von Kadalundi entgleiste am 22. Juni 2001 ein Zug auf der Brücke über den Kadalundi bei Kadalundi im Bundesstaat Kerala. Ein Teil des Zuges stürzte in den Fluss. 52 Menschen starben.

## Ausgangslage
Der Monsun war im Jahr 2001 besonders heftig ausgefallen und die Niederschlagsmenge hoch. An diesem Nachmittag regnete es auch an der späteren Unfallstelle heftig.
Die Bahnstrecke Mangalore–Shornur führt hier südlich des Bahnhofs von Kadalundi über die breite Mündung des ebenfalls „Kadalundi“ genannten Flusses, der unmittelbar westlich in den Indischen Ozean mündet. Die Brücke war 1862 gebaut worden und befand sich in schlechtem Bauunterhaltungszustand.
Am Nachmittag verkehrte hier der Mangalore–Chennai Mail der Southern Railway. Er bestand aus einer Lokomotive und 19 Wagen. Gegen 17:04 Uhr erreichte er die Brücke.

## Unfallgeschehen
Die Lokomotive und die ersten acht Wagen passierten die Brücke noch. Der neunte bis achtzehnte Wagen entgleiste, weil eine Schiene im Bereich des dritten Brückenpfeilers an der Ostseite der Brücke brach. Von diesen zehn Wagen stürzten fünf von der Brücke, während ein sechster von der Brücke herunterhing, ohne abzustürzen. Betroffen waren vier Schlafwagen, ein Speisewagen und ein Sitzwagen.
Erste Berichte sprachen davon, dass eines der Brückensegmente gebrochen sei.

## Folgen
52 Menschen starben, 314 wurden darüber hinaus verletzt, 105 davon schwer.
Heftiger Monsun-Regen behinderte die Rettungsarbeiten. Sie wurde von 500 Freiwilligen aus der Umgebung und örtlichen Feuerwehren durchgeführt, die mit ihren Kanus Reisende retteten. Unterstützt wurden sie später von 50 professionellen Tauchern der indischen Kriegsmarine.

## Unfalluntersuchung
Die offizielle Unfalluntersuchung endete in einer Kontroverse. Die Ursache für den Schienenbruch soll – laut offiziellem Untersuchungsergebnis – gewesen sein, dass ein Pfeiler der Brücke nachgegeben habe, dadurch der Oberbau verrutscht sei und das Gleis so bei der Belastung durch den darüber fahrenden Zug brach.
Dieses Ergebnis wurde von außenstehenden Experten bestritten, da die Brückenauflage an der Spitze des Pfeilers abgebrochen sei, was dagegen sprach, dass der Pfeiler selbst nachgegeben hat. Vielmehr spreche das Unfallbild dafür, dass Schäden an der Brückenauflage, nicht an einem der Pfeiler bestanden. Danach wird davon ausgegangen, dass der Zug entgleiste und dadurch die betagte Brücke zum Einsturz brachte.